# Coupe d'Afrique des vainqueurs de coupe de football 1996
Navigation
Édition précédente Édition suivante
La Coupe d'Afrique des vainqueurs de coupe de football 1996 est la vingt-deuxième édition de la Coupe d'Afrique des vainqueurs de coupe. 
Cette compétition qui oppose les vainqueurs des Coupes nationales voit le sacre du club d'Arab Contractors SC d'Égypte, dans une finale qui se joue en deux matchs face aux Zaïrois de l'AC Sodigraf. Il s'agit du troisième titre pour l'Arab Contractors (après son doublé en 1982-1983) et du septième titre en Coupe des coupes pour l'Égypte, en ajoutant les quatre succès d'Al Ahly SC. Quant à l'AC Sodigraf, il devient le troisième club zaïrois à atteindre la finale, et le premier à y perdre, après les succès du TP Mazembe en 1980 et du DC Motema Pembe en 1994.
Le tenant du titre, la JS Kabylie, ne peut défendre son trophée car elle est engagée en Coupe d'Afrique des clubs champions après avoir été sacrée championne d'Algérie.

## Tour préliminaire
| Équipe 1        | Résultat      | Équipe 2                       | Aller | Retour |
| --------------- | ------------- | ------------------------------ | ----- | ------ |
| Mogas 90        | -             | ASC Air Mauritanie disqualifié | -     | -      |
| Rayon Sports FC | 4 - 4 5-4 tab | Ethiopian Insurance FC         | 3 - 1 | 1 - 3  |
| Red Star FC     | 1 - 2         | SS Saint-Louisienne            | 0 - 0 | 1 - 2  |
| Notwane FC      | 4 - 0         | Mhlambanyatsi Rovers           | 2 - 0 | 2 - 0  |
| MP Tigers       | 3 - 3 4-1 tab | Maseru Rovers                  | 1 - 2 | 2 - 1  |

## Premier tour
| Équipe 1                   | Résultat | Équipe 2               | Aller | Retour |
| -------------------------- | -------- | ---------------------- | ----- | ------ |
| ASKO Kara                  | 3 - 5    | Stade d'Abidjan        | 2 - 1 | 1 - 4  |
| FUS Rabat                  | 5 - 1    | Mogas 90               | 5 - 0 | 0 - 1  |
| CR Belouizdad              | 5 - 4    | Horoya AC              | 5 - 2 | 0 - 2  |
| Canon Yaoundé              | 2 - 0    | AS CotonTchad          | 1 - 0 | 1 - 0  |
| Olympique de Béja          | 8 - 1    | ASF Bobo-Dioulasso     | 6 - 0 | 2 - 1  |
| AS Douanes                 | -        | Great Olympics forfait | -     | -      |
| AS Aviação                 | 3 - 5    | Mbilinga FC            | 1 - 1 | 2 - 4  |
| Étoile du Congo            | 4 - 4e   | Katsina United         | 2 - 3 | 2 - 1  |
| abandon Chapungu United FC | 0 - 1    | Simba SC               | 0 - 1 | -      |
| Arab Contractors SC        | 2 - 1    | Rayon Sports FC        | 2 - 1 | 0 - 0  |
| Pretoria City FC           | 8 - 1    | SS Saint-Louisienne    | 5 - 0 | 3 - 1  |
| Fire Brigade SC            | 1 - 2    | Notwane FC             | 0 - 1 | 1 - 1  |
| Vital’O FC                 | 2 - 4    | CD Costa do Sol        | 0 - 1 | 2 - 3  |
| Rivatex                    | 2 - 3    | Al-Mourada SC          | 1 - 2 | 1 - 1  |
| AC Sodigraf                | -        | Posta FC forfait       | -     | -      |
| MP Tigers                  | -        | Zamsure FC forfait     | -     | -      |

## Huitièmes de finale
| Équipe 1         | Résultat      | Équipe 2                  | Aller | Retour |
| ---------------- | ------------- | ------------------------- | ----- | ------ |
| Stade d'Abidjan  | 1 - 3         | FUS Rabat                 | 1 - 1 | 0 - 2  |
| AS Douanes       | 0 - 2         | CR Belouizdad             | 0 - 0 | 0 - 2  |
| Mbilinga FC      | 3 - 3 2-3 tab | Katsina United            | 3 - 0 | 0 - 3  |
| Simba SC         | 3 - 3e        | Arab Contractors SC       | 3 - 1 | 0 - 2  |
| CD Costa do Sol  | 7 - 3         | Al-Mourada SC             | 3 - 0 | 4 - 3  |
| AC Sodigraf      | 10 - 0        | MP Tigers                 | 7 - 0 | 3 - 0  |
| Canon Yaoundé    | -             | Olympique de Béja forfait | -     | -      |
| Pretoria City FC | 5 - 1         | Notwane FC                | 2 - 1 | 3 - 0  |

## Quarts de finale
| Équipe 1      | Résultat | Équipe 2                 | Aller | Retour |
| ------------- | -------- | ------------------------ | ----- | ------ |
| CR Belouizdad | -        | Pretoria City FC forfait | -     | -      |
| FUS Rabat     | 0 - 1    | Arab Contractors SC      | 0 - 0 | 0 - 1  |
| Canon Yaoundé | 2e - 2   | CD Costa do Sol          | 0 - 0 | 2 - 2  |
| AC Sodigraf   | 2 - 0    | Katsina United           | 2 - 0 | 0 - 0  |

## Demi-finales
| Équipe 1            | Résultat | Équipe 2      | Aller | Retour |
| ------------------- | -------- | ------------- | ----- | ------ |
| CR Belouizdad       | 1 - 2    | AC Sodigraf   | 1 - 1 | 0 - 1  |
| Arab Contractors SC | 3 - 2    | Canon Yaoundé | 2 - 1 | 1 - 1  |

## Finale
| Équipe 1    | Résultat | Équipe 2            | Aller | Retour |
| ----------- | -------- | ------------------- | ----- | ------ |
| AC Sodigraf | 0 - 4    | Arab Contractors SC | 0 - 0 | 0 - 4  |

## Vainqueur
| Coupe d'Afrique des vainqueurs de coupe Vainqueur 1996 |
| ------------------------------------------------------ |
| Arab Contractors SC Troisième titre                    |